# Il cuore è un cacciatore solitario
Il cuore è un cacciatore solitario (The Heart Is a Lonely Hunter) è il romanzo d'esordio della scrittrice statunitense Carson McCullers, pubblicato da Houghton Mifflin nel 1940. 
Il titolo è ispirato a un verso della poesia "The Lonely Hunter" (Il cacciatore solitario) tratto dalla raccolta From the Hills of Dream, Threnodies Songs and Later Poems della poetessa Fiona Macleod, pseudonimo del poeta scozzese William Sharp. Il titolo, a prima vista sentimentale, va inteso in rapporto alla solitudine e alle cadute delle nature appassionate.

## Trama
Due sordomuti, John Singer e Spiros Antonapoulos, abitano insieme in una cittadina della Georgia. Dopo che Antonapoulos si ammala e viene rinchiuso in un ospedale psichiatrico, l'incisore sordomuto Singer si trasferisce presso la famiglia di un povero orologiaio. La sua stanza diventa presto rifugio per altri solitari (Mick Kelly la figlia tredicenne dell'orologiaio, il medico idealista Benedict Mady Copeland, l'agitatore politico Jake Blount e il timido albergatore Biff Brannon) i quali ritengono che Singer sia l'unico in grado di capire le loro pene.

## Opere derivate
- L'urlo del silenzio (The Heart Is a Lonely Hunter) - film del 1968 diretto da Robert Ellis Miller, interpretato da Alan Arkin e Sondra Locke candidati a due Premi Oscar nel 1969.[3].
- The Heart Is a Lonely Hunter, adattamento teatrale di Rebecca Gilman la cui prima è avvenuta il 30 marzo 2005 all'Alliance Theatre di Atlanta[4].

## Edizioni
- (EN) The Heart Is a Lonely Hunter, New York, Houghton Mifflin Co., 1940.
- Il cuore è un cacciatore solitario, collana La gaja scienza; 44, traduzione di Irene Brin, Milano, Longanesi, 1949.
- Il cuore è un cacciatore solitario, collana Scrittori di tutto il mondo, traduzione di Irene Brin, Milano, Corbaccio, 1993, ISBN 88-7972-039-2.
- Il cuore è un cacciatore solitario, collana TEAdue; 277, traduzione di Irene Brin, Milano, TEA, 1994, ISBN 88-7819-618-5.
- Il cuore è un cacciatore solitario, collana Einaudi stile libero, traduzione di Irene Brin, Introduzione di Goffredo Fofi, Torino, Einaudi, 2008, ISBN 978-88-06-19173-3.